# Dexter (Texas)
Dexter è una comunità non incorporata degli Stati Uniti d'America della contea di Cooke nello Stato del Texas.